# كارلوتا سوسا
كارلوتا سوسا (بالإسبانية: Carlota Sosa)‏ هي ممثلة فنزويلية، ولدت في 21 فبراير 1957 في مدريد في إسبانيا.

## وصلات خارجية
- كارلوتا سوسا على موقع IMDb (الإنجليزية)
- كارلوتا سوسا على موقع قاعدة بيانات الفيلم (الإنجليزية)